# جيك غودمان (لاعب كرة قاعدة)
جيك غودمان (بالإنجليزية: Jake Goodman)‏ هو لاعب كرة قاعدة أمريكي، ولد في 14 سبتمبر 1853 في لانكستر في الولايات المتحدة، وتوفي في 9 مارس 1890 في ريدينغ في الولايات المتحدة.